# 水務署
水務署（英語：Water Supplies Department，缩写：WSD）是香港特別行政區政府發展局轄下的部門，專門負責香港供水，包括供水及配水系統的規劃、建造、運作和維修保養。現任水務署署長為黃恩諾。水務署轄下設有發展科、財務科、機械及電機科、設計及建設科、供應及分配（市區及新界）科等。各科亦分多組負責管理、維修和保養水務設施。
水務署現行標誌於1995年中啟用。

## 歷史

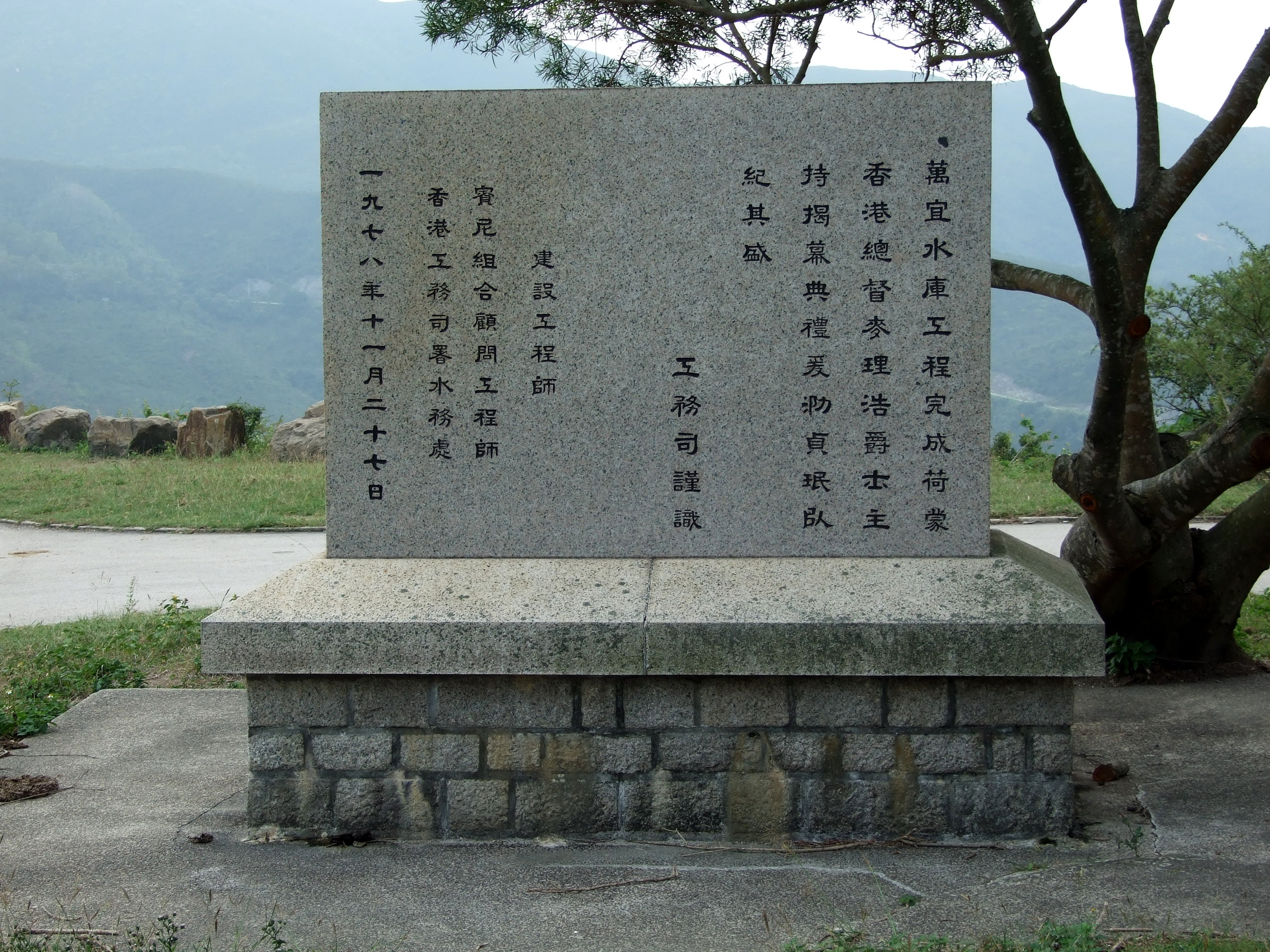
1978年萬宜水庫落成紀念碑；其時稱為「工務司署水務處」

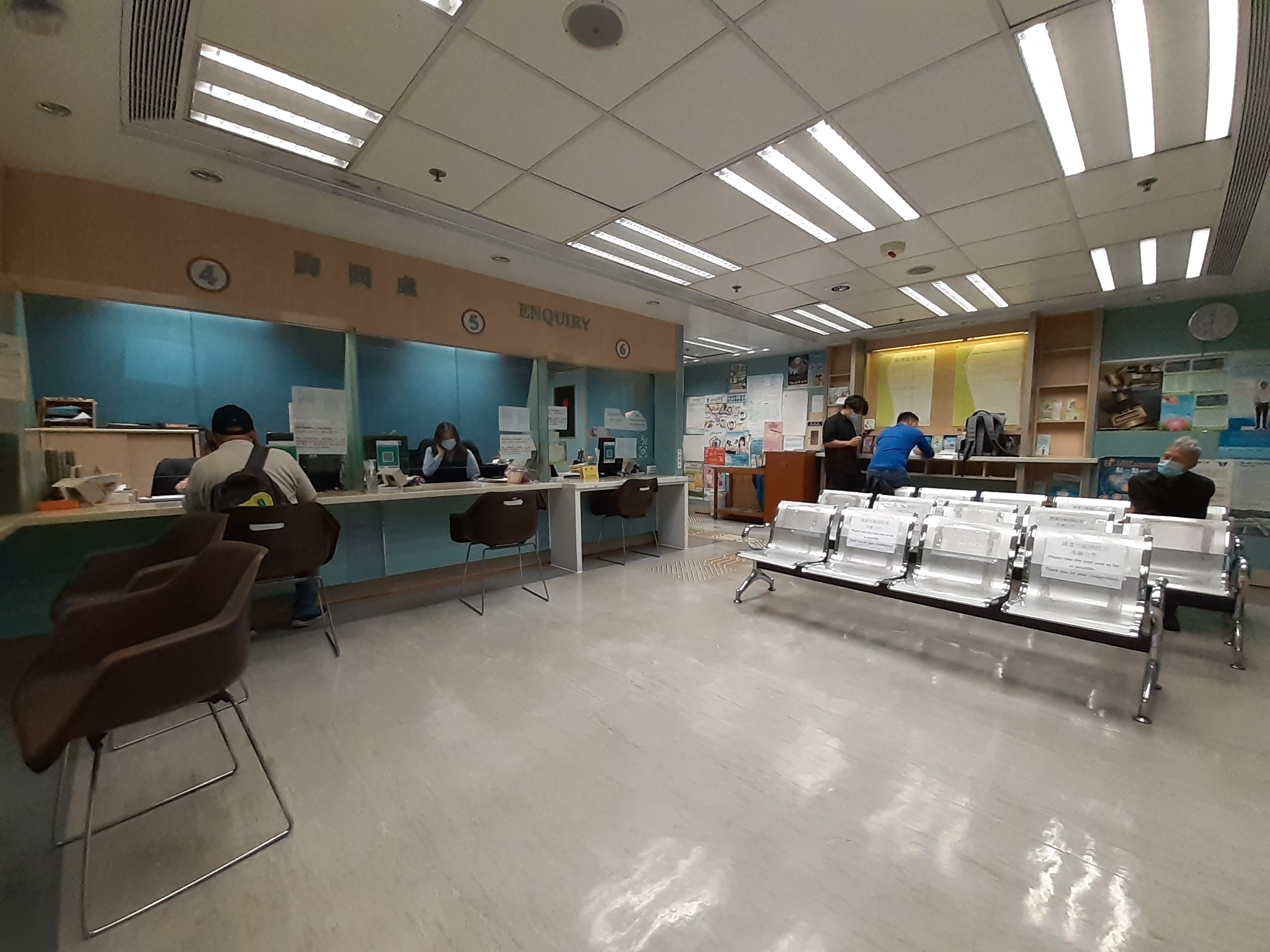
水務署在灣仔入境事務大樓的客戶諮詢中心

### 隸屬
- 1902—1982年：工務司署 — 水務署舊稱水務局（Waterworks Office），1960年代後期改稱水務處
- 1982年—1989年9月1日：布政司署地政工務科 — 1982年升格為獨立部門，正名為水務署
- 1989年9月1日—1997年6月30日：布政司署工務科
- 1997年7月1日—2002年6月30日：工務局
- 2002年7月1日—2007年6月30日：環境運輸及工務局
- 2007年7月1日至今：發展局

## 歷任署長
- 毛瑾（T.O. Morgan）（1965年－1966年）
- 莫而芹（E.P. Wilmot-Morgan）（1966年－1969年）
- 勞弼臣（A.S. Robertson）（1969年－1972年）
- 黎嚴列（W.T. Knight）（1972年－1976年）
- 陶嘉（W.D.A. Tucker）（1976年－1982年）
- 湯連生（T.H. Tomlinson）（1982年－1988年）
- 黃國禮（1988年－1992年）
- 許文韶（1993年3月－1999年3月）
- 傅立新（1999年3月－2001年11月19日）
- 高贊覺（2001年11月20日－2006年1月21日）[1]
- 陳志超（2006年1月22日－2008年3月2日）[2]
- 馬利德（2008年3月3日－2013年11月12日）[3]
- 林天星（2013年11月13日－2017年12月2日）[4]
- 黃仲良（2017年12月3日－2020年11月3日）[5]
- 盧國華（2020年11月4日－2023年1月3日）
- 邱國鼎（2023年1月4日－2024年3月21日）[6]
- 黃恩諾（2024年3月22日－）

## 歷任副署長
- 高贊覺
- 陳志超
- 陳光為
- 吳孟冬
- 麥成章
- 黃仲良
- 周世威、陸偉雄（同時兼任）
- 周世威
- 黃國輝
- 馬漢榮、陳志遠（同時兼任）
- 陳志遠

## 用水供應

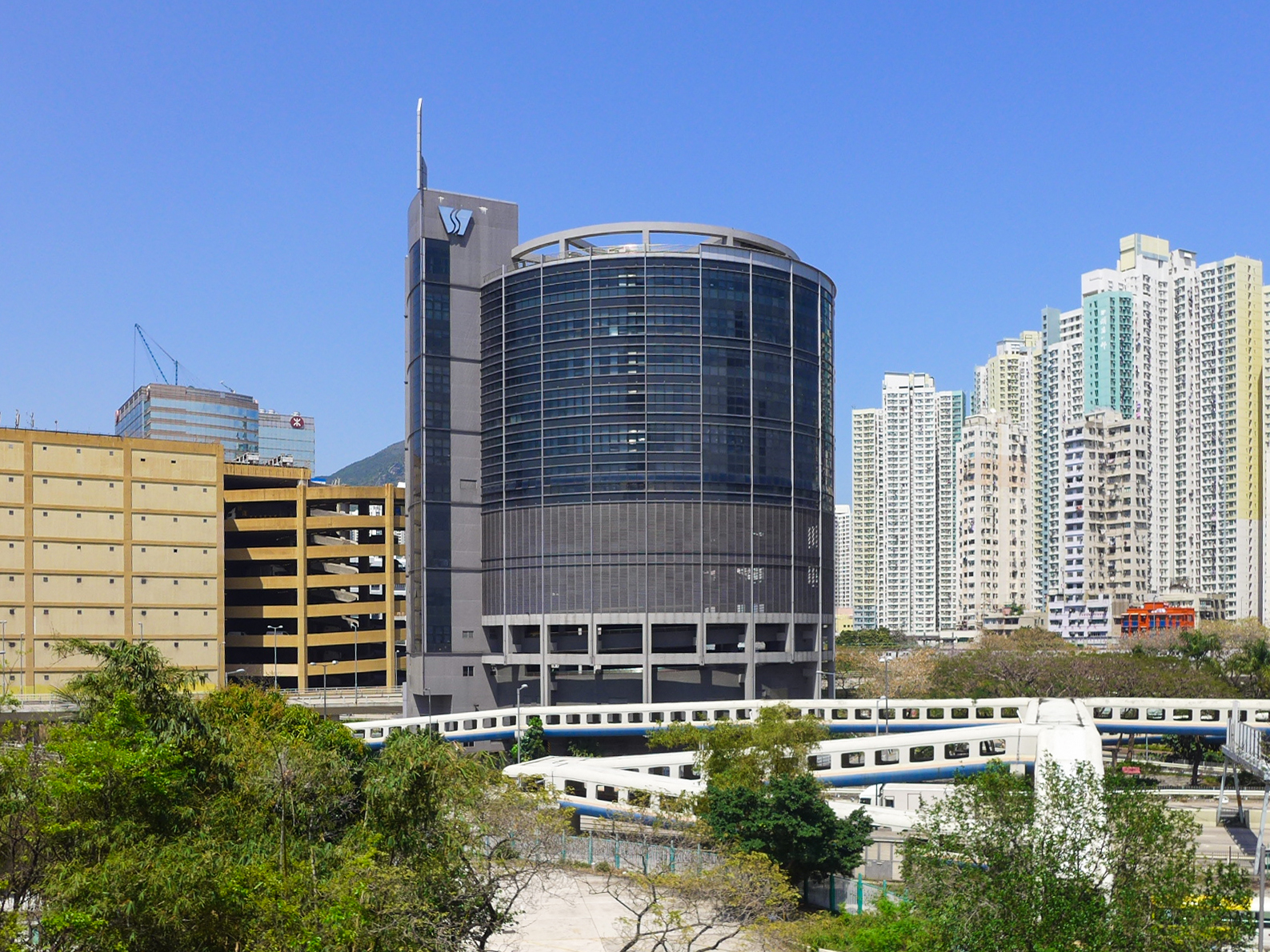
水務署九龍東區大樓

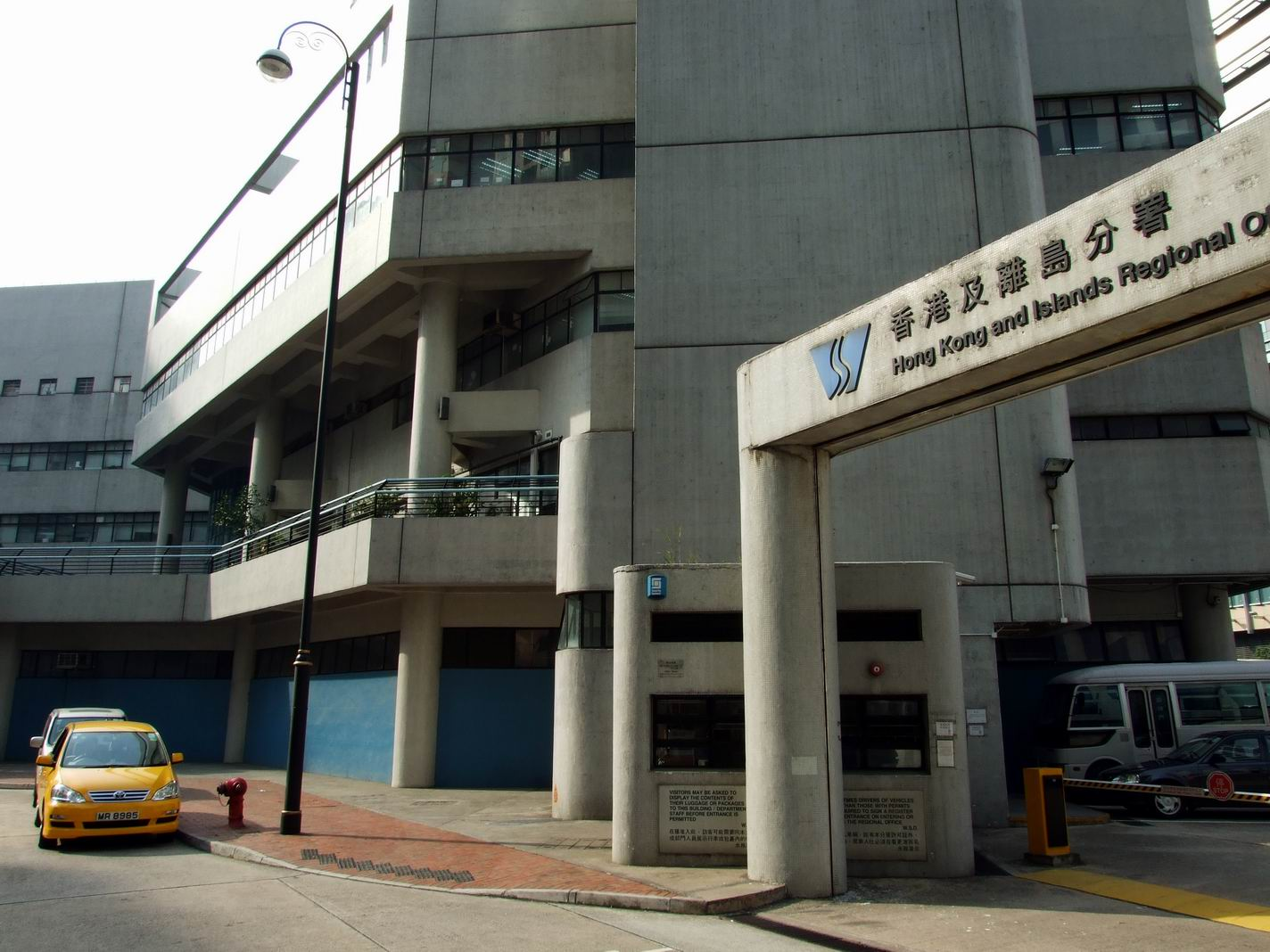
水務署香港區大樓

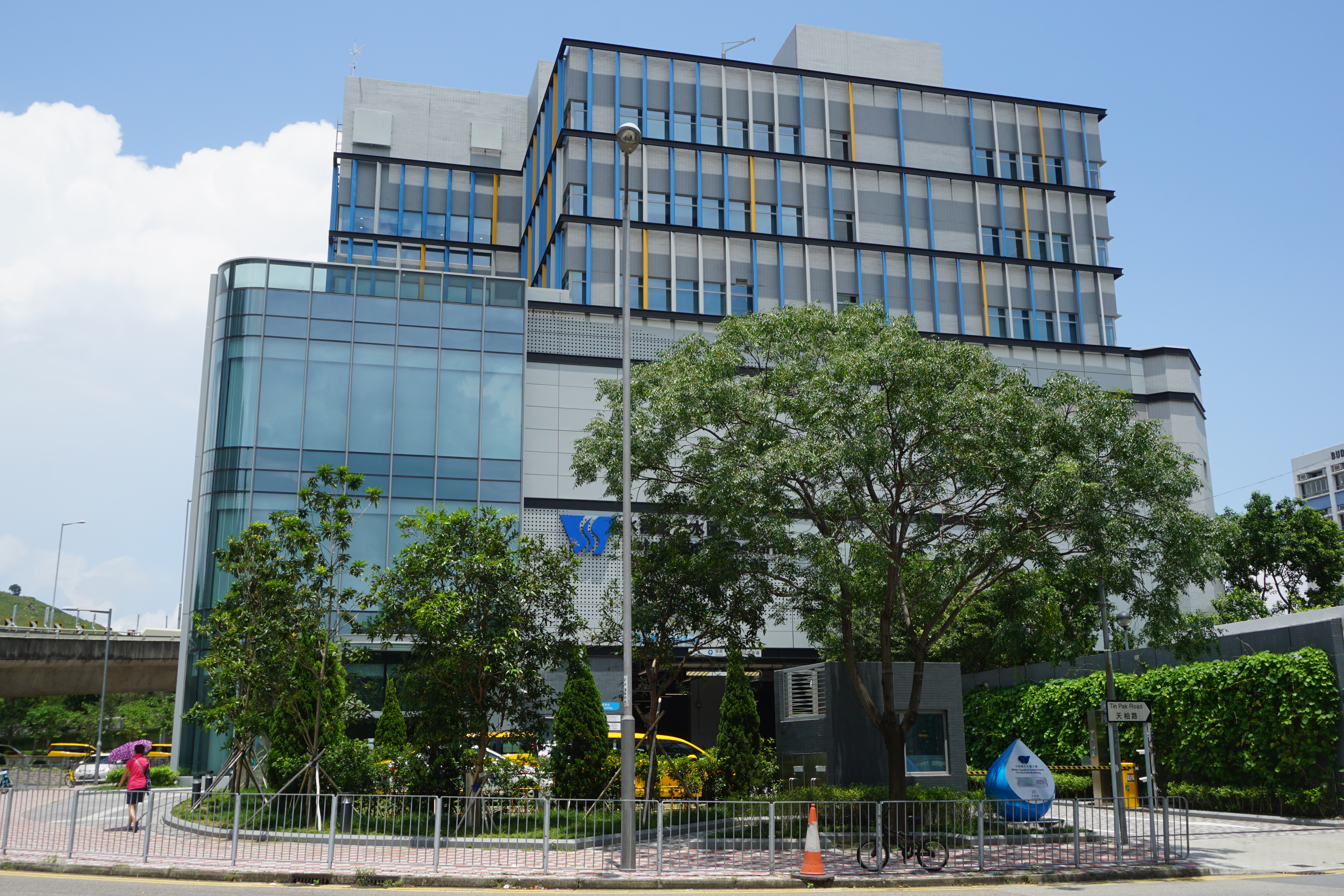
水務署天水圍大樓

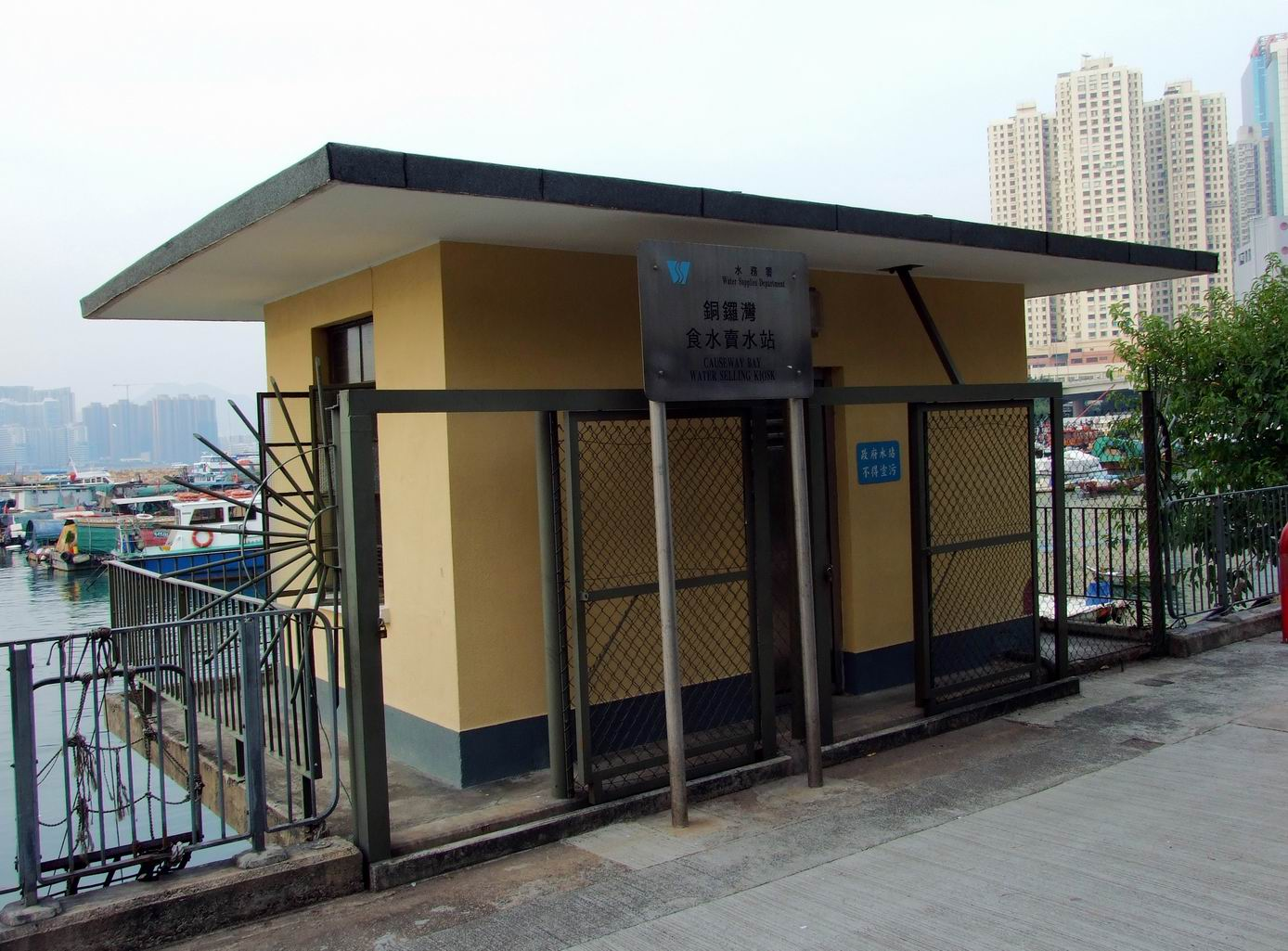
銅鑼灣食水售賣站

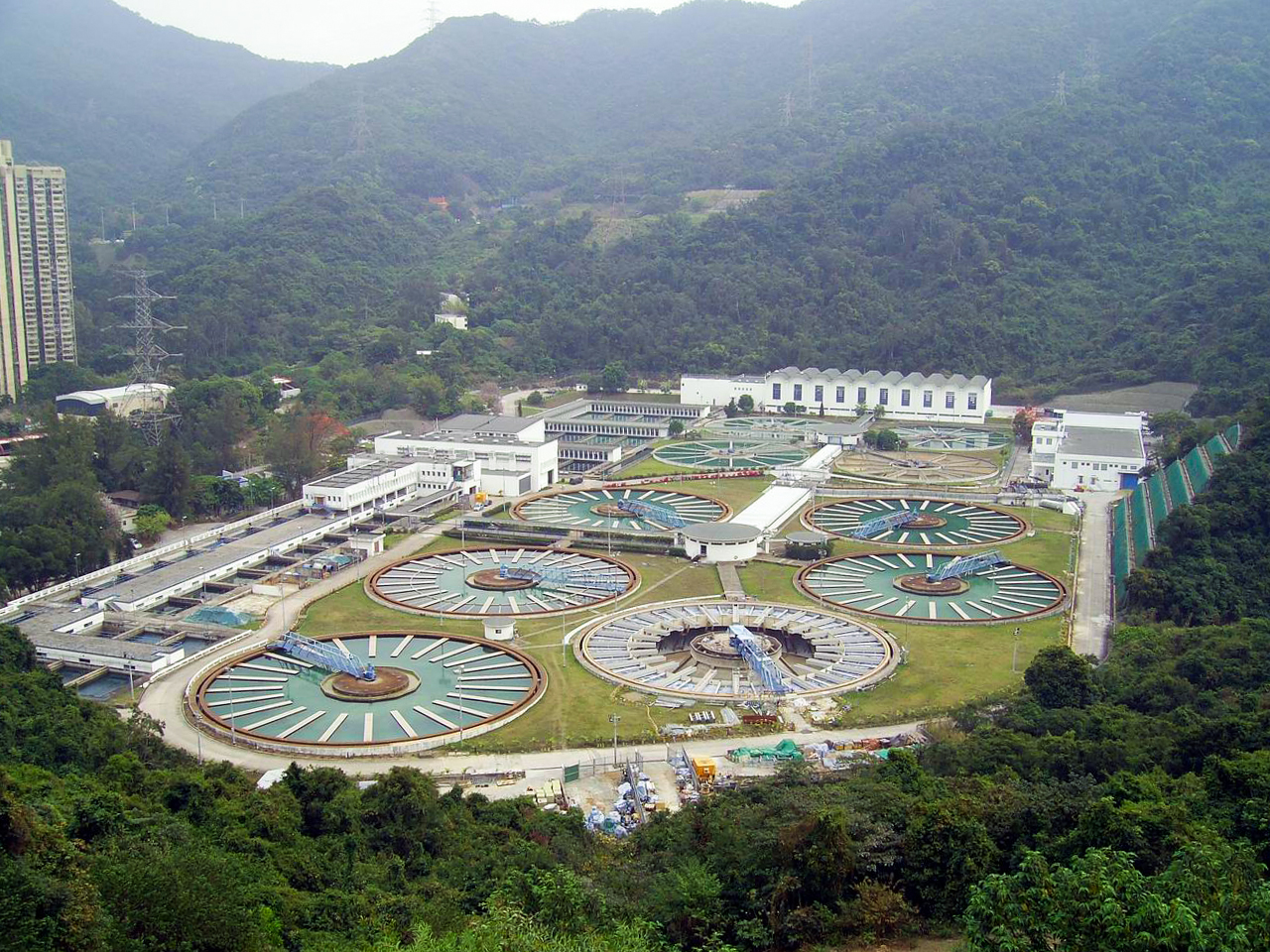
沙田濾水廠是香港最大的濾水廠

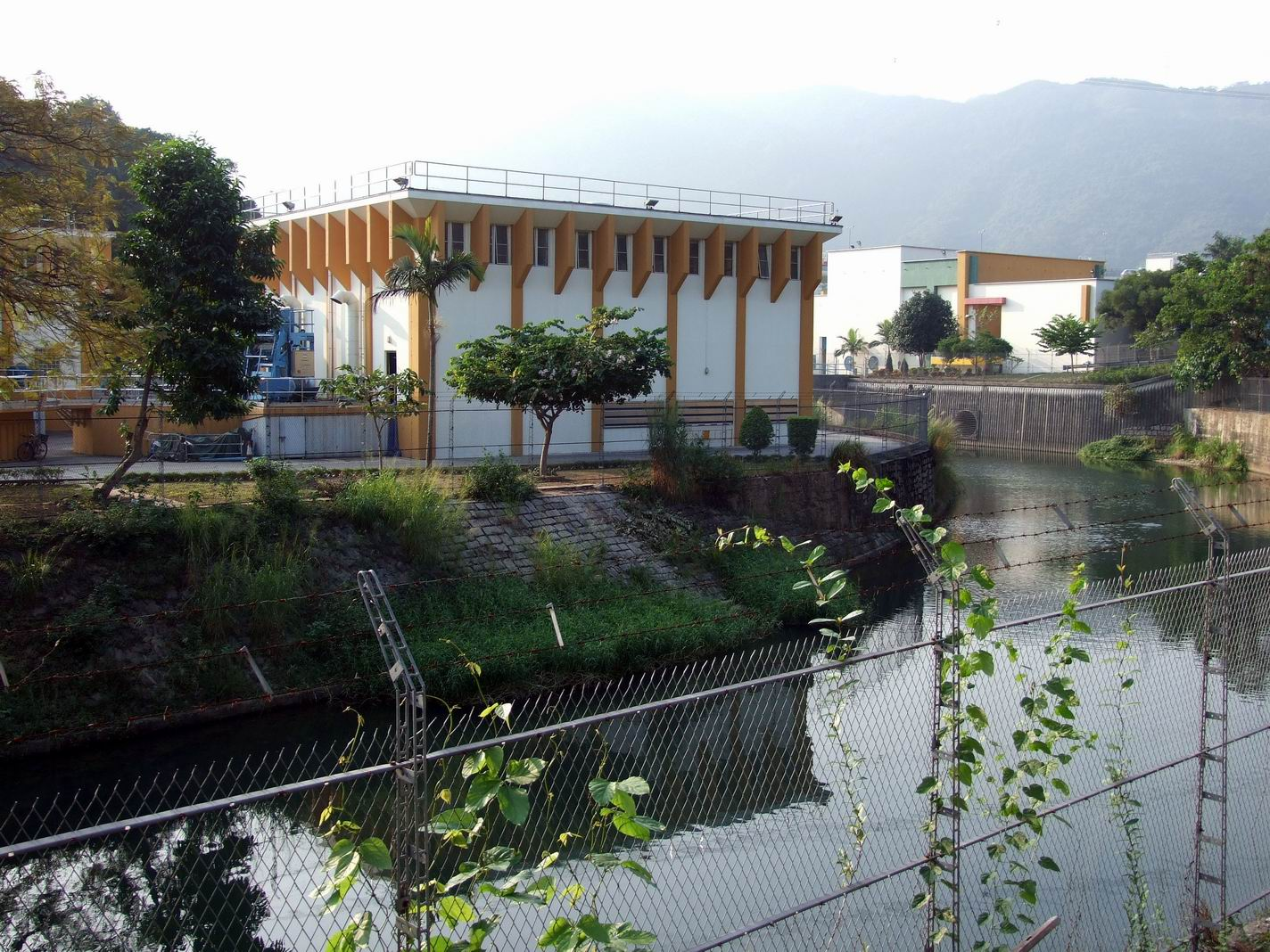
大埔頭三號原水抽水站及濾隔廠

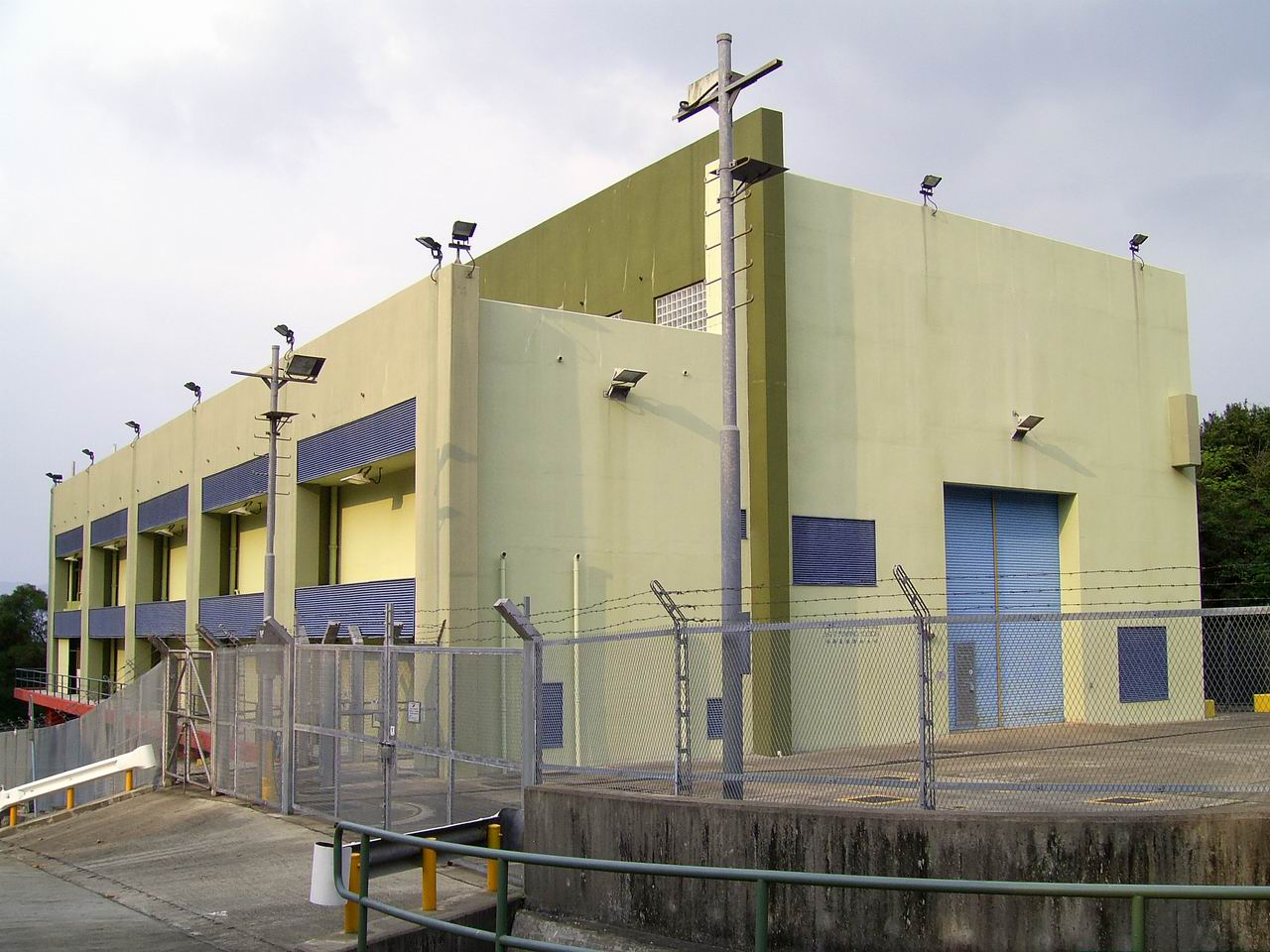
西澳原水抽水站

香港的公共用水主要分兩種：淡水和鹹水。淡水主要用於食用、灌溉等用途；而鹹水則用作沖廁之用。由於新界部份地區仍然未有鹹水供應，故仍每天使用珍貴淡水沖廁。淡水和鹹水分別由兩組完全獨立系統所供應，不包括該地區沒有鹹水供應地區。香港現時共有21個濾水廠，每日可處理約480萬立方米淡水。水在離開濾水廠或由海中抽取後，便由抽水機或水向低流原理輸送到各個位於不同地點和高度的配水庫，然後再供應給附近地區。

### 供水系統
水務署負責外判大部份興建、管理以及維修香港的各項水務設施於本地承建商，繼而再外判小型承建商負責其中包括：供水水管系统、引水道、引水隧道、水塘（17個）、濾水廠（20間）、抽水站（食水：150座；海水：29座；食水及海水：7座）、配水庫（食水：163個；海水：43個）及水管（食水管：6,153公里；海水管：1,582公里）等。水務署亦為運作和保養所有香港的引水道、入水口、水塘、抽水站、濾水廠、配水庫、輸水主幹喉管及地區分配喉管，去確保供水到各用戶。

### 淡水供應
水務署最當初的成立目的就是為香港市民提供潔淨的食水。香港缺乏天然水源，因此便利用水塘儲存雨水，以求得到比較穏定的充足淡水供應。自薄扶林水塘於1863年竣工之後，先後建成了18個水塘及水庫（不計私人水塘）。重光後的數十年，由於人口急劇增長，經濟資源充沛，新興建的水塘工程，規模相當龐大。當中著名的有在海上興建的船灣淡水湖和萬宜水庫，香港現時有17個供給食水的水塘，總容量5億8,600萬立方米，水務署定期在水塘放入各類魚苗，以維持生態平衡，於魚類非繁殖季節開放給市民垂釣。
雖然不斷興建水塘，因水管爆破和長期滲漏等因素，但供水量仍不足以支持快速增長的人口。1960年代，在船灣淡水湖和石壁水塘建築工程進行的同時，香港政府亦開始跟廣東省購買食水。自此開始，香港的食水主要來源就變成依賴廣東省的東江。後來中國在1960年代發生文化大革命，與英國關係變差。香港政府不敢過於依賴中國的輸水，所以亦曾考慮海水化淡的方法來取得淡水，於1975年建成樂安排海水化淡廠。但因為運行成本過高及來自東江的供水日趨穩定的關係，海水化淡廠在1982年關閉及停用，並在1992年以爆破方式拆卸。近年水務署在開拓水源再次透過海水化淡提供另類水源，採用逆渗透薄膜技術（reverse osmosis membrane technology）進行海水化淡的技術及財務可行性研究已完成，設於屯門及鴨脷洲的試驗廠試行運作，證明海水淡化在技術上可行。
水務署現有7個食水售賣站供船舶用途，分佈於銅鑼灣、西灣河、西區、阿公岩、屯門、油麻地及荔枝角。
由於人口增長較預期少、香港工業北移及香港人近年來開始節約用水，近年來東江供水有過量之嫌。基於合約規定，香港每年必須購買最少約8億立方米東江水，耗公帑逾24億港元。但因為香港水塘因氣候轉變而變得水頭充足，出現水塘滿溢的情況。政府在2005年曾經表示希望能夠跟粵方達成新的供水協議，考慮彈性供水的安排。新的東江供水協議於2006年4月12日簽訂，確保本港最少至2008年為止均可獲得彈性的食水供應，供水量按實際需求而非預測需求而定。
但相比鄰近地區，香港滲漏率是最高，浪費食水量最多；然而相比新加坡已能用多項方法大幅减少向外購買食水，並將預計2020年前食水能自給自足。然而香港近年水塘、貯水設施建造大幅减少，並依賴東江水作稳定民生供應。每立方外購東江水亦比新加坡向馬來西亞外購水爲多三倍價錢。
水務署也設有實驗室（新界東化驗室及北港化驗室），定期從水塘、濾水廠及客戶水龍頭抽取樣本，進行多項化驗，以檢查及控制供水水質，維持食水的衛生水平。

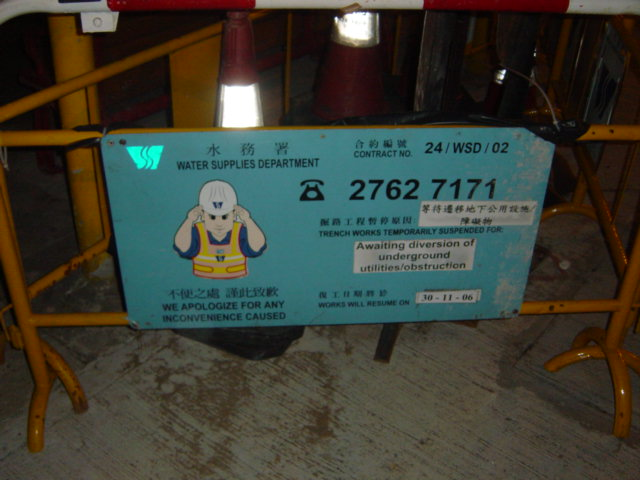
水務署工程牌
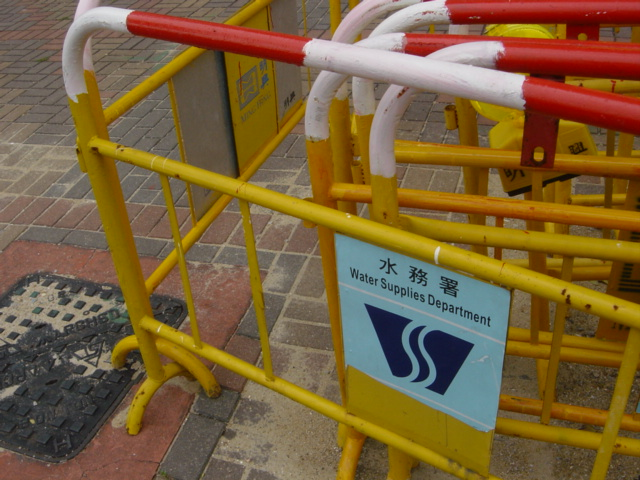
工程欄杆
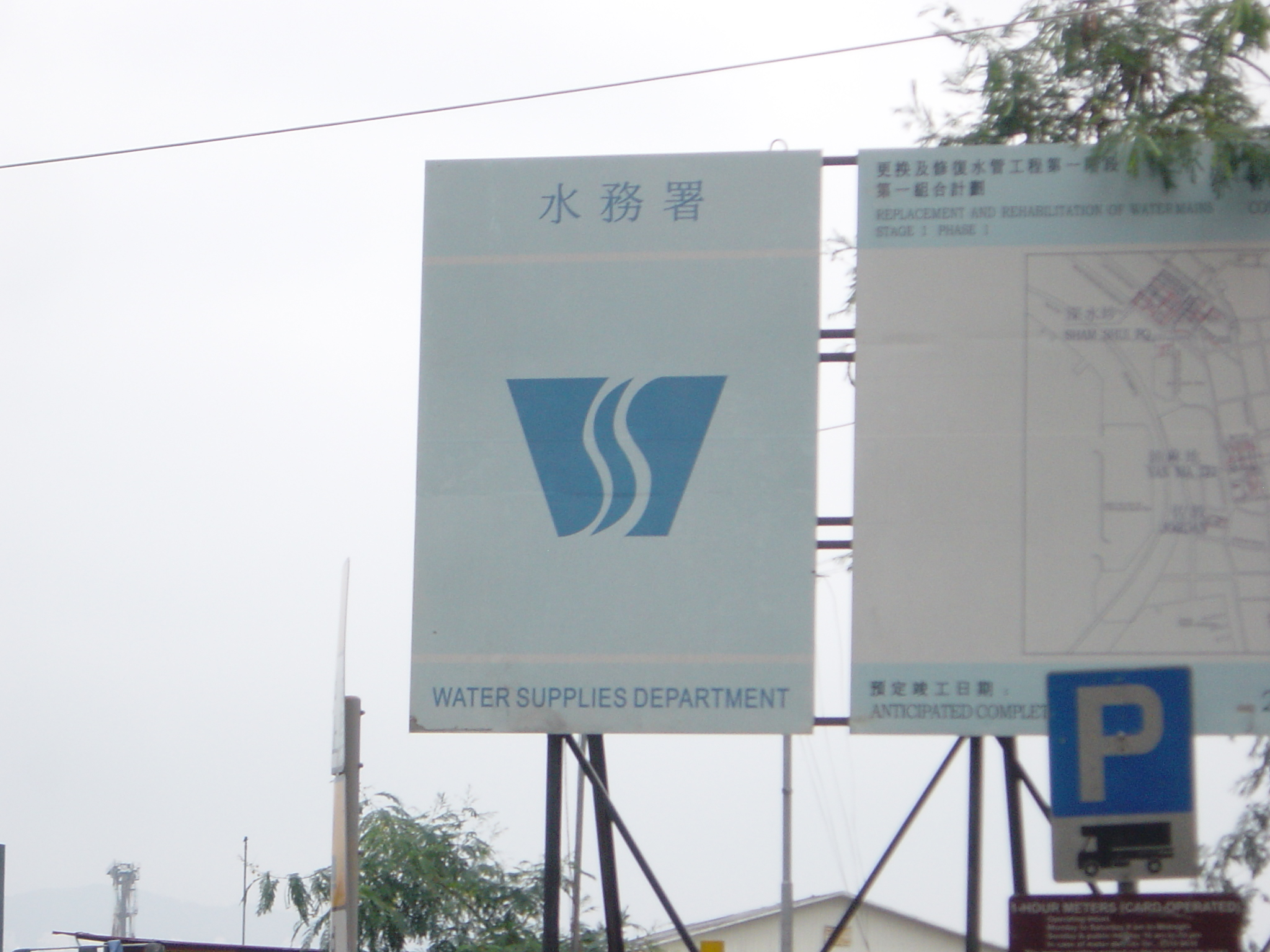
更換及維修水管工程
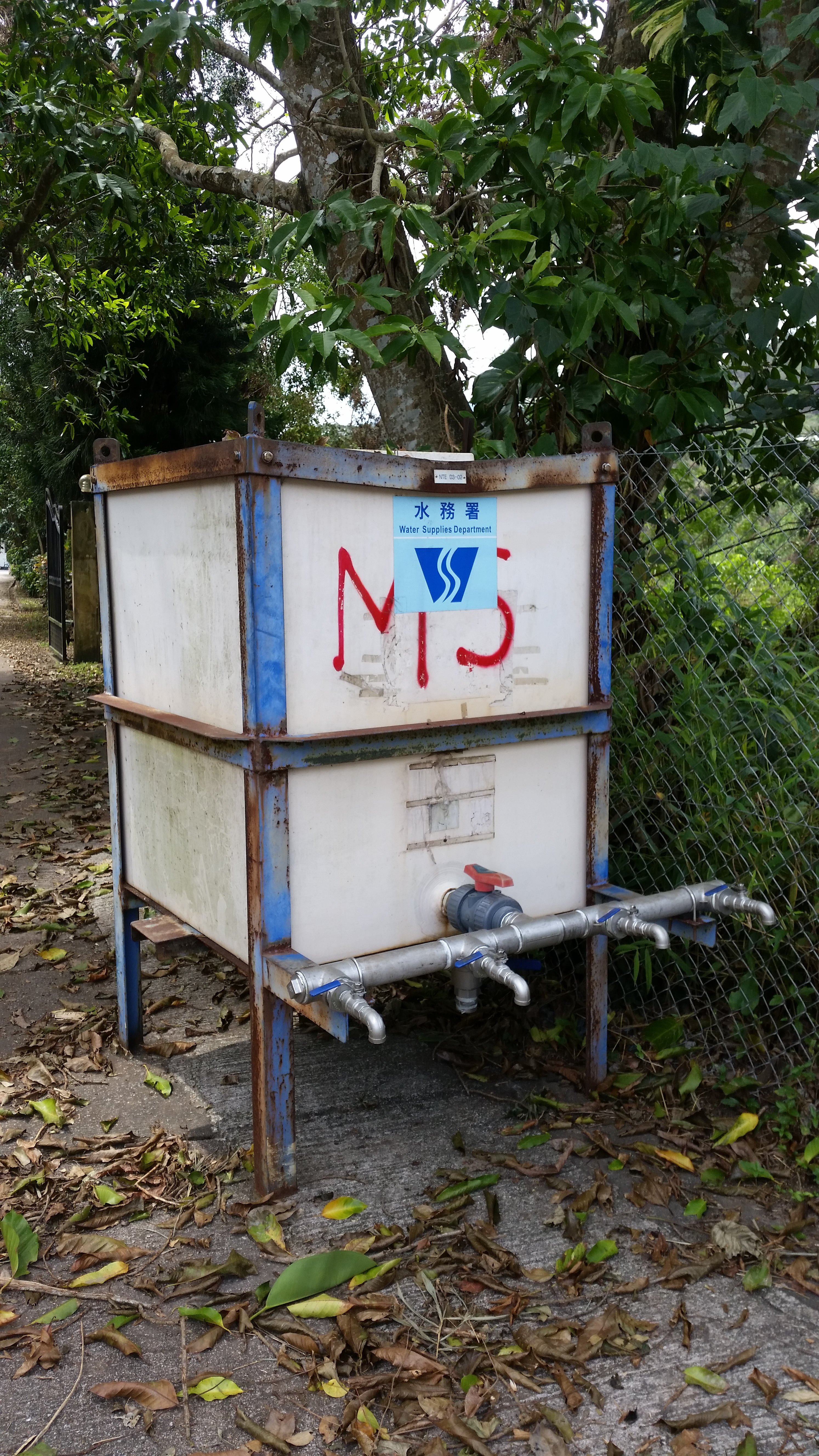
暫停供水時提供的臨時水箱

## 發明

### 海浪推動刷網裝置
水務署於全香港各地區抽水站抽入75萬立方米海水供應予全香港各大廈冲廁用途，每站的抽水系統均設置隔濾網以阻隔貝殼及海藻等海洋生物湧入，惟因為隔濾網經常塞滿海洋生物，致使水務署每6週就需要派遣人員清理隔濾網。於2010年代，水務署發明了海浪推動刷網裝置，共有浮波式、浮板式及滑輪式，配合不同類型的進水口。透過於隔濾網前安裝一個由浮波或者浮板牽引的滾筒形鋼絲刷，能夠利用海浪及潮汐漲退的動力，帶動鋼絲刷自動清洗隔濾網，使到各種海洋生物都無辦法依附於隔濾網上。海浪推動刷網裝置成本既低廉（約8,000港元），同時可以省卻清理的人力資源及支出。水務署於2012年預計，未來兩年在全香港20座泵房引入此套裝置，每年可以節省100萬至150萬港元。最終裝置只在6個海水抽水站安裝，而在時任總機電工程師梁文瀚先生於2018年榮休後，因裝置保養維修困難，於2019年已全數拆除。署方指出，有關裝置由署方員工製造、安裝和拆除，不涉及工程開支。

## 爭議
2020年6月起，有多區住宅用戶均收到天價水費單，有三人長者家庭上一期僅繳交27.5元水費，但今期要繳交791.5元，水費暴升28倍。而觀塘區議員鄧威文收到近20宗水費投訴個案，大多市民反映水費較上期貴一倍。質疑水務署因為COVID-19疫情而暫停抄錶，低估住戶用水量。而根據累進制下，新一期賬單會追回少收部份，結果住宅用戶要繳交第四級水費，即每立方米9.05元。他要求署方凍結繳費後重新評估水費。水務署承認，2020年1月29日至3月1日、3月23日至5月3日期間暫停例行抄讀水錶，稱用戶用水習慣沒有改變下，水費不會因而大幅上升。不過署方也指出今年首半年對水錶損壞、內部供水系統漏水和估算水錶讀數等查詢較去年同期多出逾9,000宗。

### 引用
1. ↑  .   [2013-05-30]. （原始内容存档于2016-03-04）.
2. ↑  .   [2013-05-30]. （原始内容存档于2016-03-04）.
3. ↑  .   [2013-05-30]. （原始内容存档于2014-11-09）.
4. ↑  .   [2017-12-21]. （原始内容存档于2017-12-22）.
5. ↑  .   [2017-12-21]. （原始内容存档于2017-12-22）.
6. ↑  .   [2024-03-14]. （原始内容存档于2024-05-07）.
7. ↑  水務署自製滾筒刷 利用海浪洗隔濾網[] 《明報》 2012年12月25日
8. 1 2  海浪推動 刷淨抽水站隔濾網 （页面存档备份，存于） 《東方日報》 2012年12月25日
9. ↑   (PDF). 點滴 DROPLET (政府物流服務署). 2018-03-01, (104): 10-11  [2022-06-17]. （原始内容 (PDF)存档于2019-10-22） –政府水務署.
10. ↑  Pao, Ming. . www.mingpaocanada.com.   [2022-06-17] （英语）.
11. ↑  . 蘋果日報. 2020-07-16  [2020-07-16]. （原始内容存档于2020-07-16）.

## 外部連結
- 香港特別行政區政府 水務署（页面存档备份，存于）